# 弗雷德·施密特
弗雷德·施密特（英語：Fred Schmidt，1943年10月23日—），美国男子游泳运动员。他曾代表美国参加1964年夏季奥林匹克运动会游泳比赛，获得男子4×100米混合泳接力金牌和男子200米蝶泳铜牌。